# Модан (приток Серёжи)
Модан — река в России, протекает в Дальнеконстантиновском и Арзамасском районах Нижегородской области. Устье реки находится в 131 км по правому берегу реки Серёжа. Длина реки составляет 15 км, площадь бассейна — 77,5 км².
Исток реки в лесу в 20 км к юго-западу от Дальнего Константинова. Вскоре после истока река перетекает из Дальнеконстантиновского района в Арзамасский. Течёт на юго-запад, всё течение проходит по ненаселённому лесному массиву. Верховья в межень пересыхают. Впадает в Серёжу ниже посёлка Пошатово.

## Данные водного реестра
По данным государственного водного реестра России относится к Окскому бассейновому округу, водохозяйственный участок реки — Тёша от истока и до устья, речной подбассейн реки — Бассейны притоков Оки от Мокши до впадения в Волгу. Речной бассейн реки — Ока.
По данным геоинформационной системы водохозяйственного районирования территории РФ, подготовленной Федеральным агентством водных ресурсов:
- Код водного объекта в государственном водном реестре — 09010300212110000030762
- Код по гидрологической изученности (ГИ) — 110003076
- Код бассейна — 09.01.03.002
- Номер тома по ГИ — 10
- Выпуск по ГИ — 0